# Zobel
Der Zobel (Martes zibellina) ist eine Raubtierart aus der Gattung der Echten Marder (Martes), die eng mit dem auch in Mitteleuropa heimischen Baummarder verwandt ist. Er ist hauptsächlich in der asiatischen Taiga beheimatet. Bekannt ist er vor allem aufgrund des wertvollen Zobelfells.

## Merkmale
Der Körperbau des Zobels ist wie bei vielen Mardern durch den langgestreckten, schlanken Rumpf und die eher kurzen Gliedmaßen charakterisiert. Morphologisch ähnelt der Zobel dem Baummarder, ist aber etwas größer und kurzschwänziger, und das Fell ist seidiger und weicher.
Die Färbung des Fells variiert von hellbraun bis schwarz. Der Kopf ist meistens etwas heller als der Rumpf. Brust und Kehle sind oft, aber nicht immer, von einem auffälligen, orangefarbenen Fleck bedeckt. Bisweilen finden sich einzelne weißliche oder gelbe Haare im Fell. Das Winterfell ist ausgesprochen lang und seidig, während es im Sommer kürzer, rauer und dunkler wird. Der Fellwechsel erfolgt jeweils zwischen März und Mai sowie zwischen August und November.
Zobel erreichen eine Kopf-Rumpf-Länge von 32 bis 53 cm (Männchen) bzw. 30 bis 48 Zentimeter (Weibchen). Der buschige Schwanz wird 12 bis 18 cm lang. Im Schnitt sind Männchen um 9 % größer als Weibchen. Das Gewicht der Männchen beträgt 1150 bis 1850 g, das der Weibchen 650 bis 1600 g. Im Winter erhöht sich das Gewicht um 7 bis 10 %.

## Verbreitung und Lebensraum

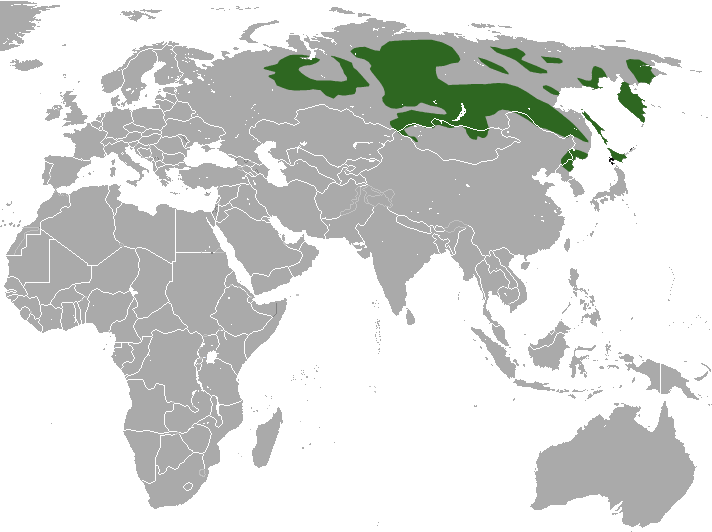
Heutiges Verbreitungsgebiet des Zobels (IUCN)

Das ursprüngliche Verbreitungsgebiet des Zobels umfasste weite Teile des nördlichen Eurasien und schloss auch Skandinavien ein. In Teilen ihres Verbreitungsgebietes sind sie verschwunden; so kommen sie heute nicht mehr westlich des Uralgebirges vor. Das heutige Verbreitungsgebiet umfasst Teilgebiete der folgenden Staaten:
- Russland: fast ganz Sibirien östlich des Ural, einschließlich der Insel Sachalin.
- Kasachstan: im äußersten Nordosten an den Flussläufen des Buchtarma und des Uba.
- China: drei voneinander getrennte Verbreitungsgebiete:
  - am Rand des Altai in Xinjiang
  - im Großen Hinggan-Gebirge und vielleicht auch im Kleinen Hinggan-Gebirge
  - im Changbai-Gebirge
- Mongolei: im Altai und in den Wäldern rund um den Chöwsgöl Nuur.
- Nordkorea: im Changbai-Gebirge und südlich der Berge.
- Japan: auf der Insel Hokkaidō.

Der typische Lebensraum ist dichter Nadelwald. Dabei werden das Flachland wie das Gebirge gleichermaßen bewohnt.

## Lebensweise

### Aktivität

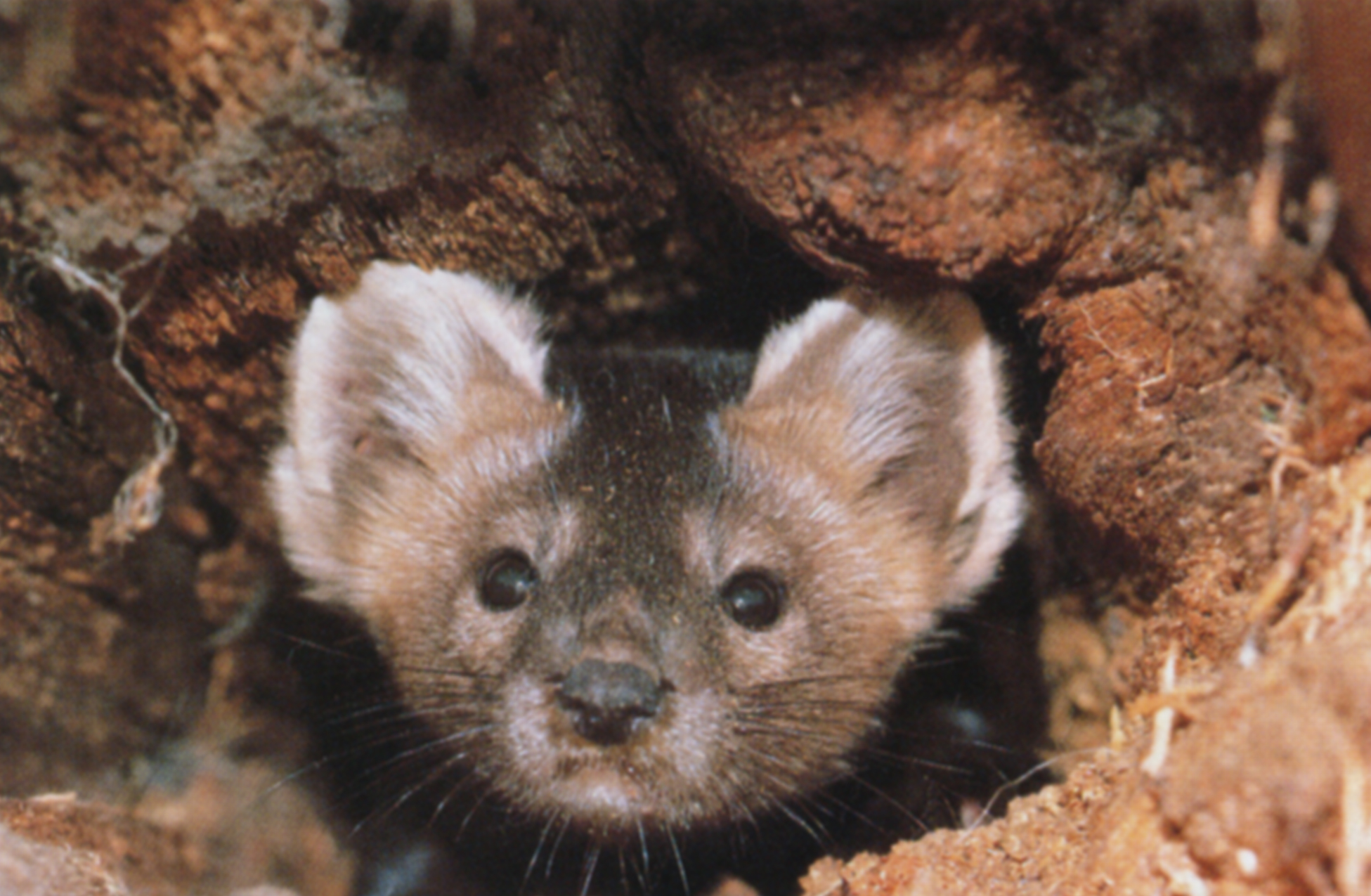
Zobel in Südsibirien

Zobel halten sich vorwiegend am Boden auf, können aber gut klettern. Sie errichten in ihrem Revier mehrere Nester, meist in hohlen Baumstämmen, in Erdspalten oder unter Baumwurzeln, die sie mit trockenen Pflanzen oder Haaren auspolstern.
Der Aktionsraum eines Zobels umfasst 4 bis 30 km². Die Größe des Aktionsraums ist vom Lebensraum und somit vom Nahrungsreichtum, aber auch vom Alter eines Tieres abhängig. Täglich legt ein Zobel innerhalb seines Aktionsraums zwischen 6,5 und 12 km zurück. Insgesamt entfernt er sich kaum jemals weiter als 30 km von einem Ort, in Ausnahmefällen wurden aber auch Wanderungen von 300 km festgestellt.
Hauptsächlich sind Zobel dämmerungsaktiv, können aber auch in der Nacht und selten am Tage unterwegs sein. Bei sehr kaltem Wetter halten sie sich oft mehrere Tage in ihrem Nest auf. Die Fortbewegung erfolgt mit kleinen Sprüngen von 40 bis 70 cm Weite. Theoretisch ist Zobeln ein Sprung von bis zu 4 m Weite möglich.

### Ernährung
Den Hauptanteil an der Nahrung machen kleine Nagetiere aus. In Sibirien bilden Polarrötelmäuse mehr als 50 % des Nahrungsspektrums des Zobels. Weitere Säugetiere auf dem Speiseplan können Hörnchen, Pikas, Bisamratten, Murmeltiere, Hasen und auch junge Moschustiere sein. An tierischer Nahrung werden außerdem Vögel, Fische und Insekten gefressen. Auch Honig wird aus Bienennestern geleckt.
Auch Pflanzen machen einen beträchtlichen Anteil an der Nahrung aus. Am mittleren Jenissej wurde festgestellt, dass die dortigen Zobel sich zu 20 % von Kiefernsamen und Heidelbeeren ernähren.

### Fortpflanzung
Die Paarungszeit liegt zwischen Mitte Juni und Anfang August. Wegen einer Keimruhe verzögert sich jedoch die Einnistung monatelang, so dass die Tragzeit insgesamt 245 bis 298 Tage beträgt. Geburten finden zwischen Ende März und Anfang Mai statt. Ein Wurf umfasst ein bis sieben, im Schnitt drei Junge. Neugeborene Zobel sind nackt und blind und 11 bis 12 cm groß, sie öffnen die Augen nach rund einem Monat, verlassen kurz darauf erstmals das Nest und werden mit sieben Wochen entwöhnt. Die Geschlechtsreife erreichen sie zu Beginn des zweiten Lebensjahres.
Die Wahrscheinlichkeit, das erste Lebensjahr zu vollenden, liegt nur bei 20 %. Nur sehr wenige Zobel werden älter als neun Jahre, in freier Wildbahn ist aber ein Höchstalter von achtzehn Jahren nachgewiesen. In Gefangenschaft betrug die höchste Lebensdauer 22 Jahre.

## Systematik und Namen
Carl von Linné beschrieb den Zobel 1758 in seiner Systema Naturae unter dem Namen Mustela zibellina. Die Einordnung in die Gattung der Echten Marder (Martes) nahm Sergei Ognev 1925 vor.
Verschiedene Autoren haben dem Zobel den Status einer eigenständigen Art abgesprochen und sehen ihn als konspezifisch mit dem Baummarder, dem Fichtenmarder und/oder dem Japanischen Marder an. Vor allem der Japanische Marder wird manchmal als Unterart des Zobels eingestuft.
Verschiedene Autoren haben sich daran versucht, den Zobel in Unterarten einzuteilen. Dabei werden zwischen zwei und dreißig Unterarten genannt. Erschwert wird das Unterfangen einer Einteilung dadurch, dass Zobel oft zur Wiederansiedlung in beliebigen Gegenden ausgesetzt wurden. Zudem sind Zobel auch innerhalb einer Population so variabel, dass man kaum gemeinsame Merkmale finden kann, die sie von anderen Zobel-Populationen abgrenzten. Was sich jedoch feststellen lässt, ist, dass die größten Zobel in Kamtschatka, im Altai und im Ural vorkommen, die im Schnitt kleinsten Zobel in der Gegend von Ussuri und Amur; zudem leben in der Baikalsee-Region, in Jakutien und am Amur häufig besonders dunkle, im Transural besonders helle Zobel.
Der deutsche Name „Zobel“ ist durch den Fellhandel aus slawischen Sprachen entlehnt worden. Verwandt ist etwa russisch Соболь (sobol).

## Zobel und Mensch

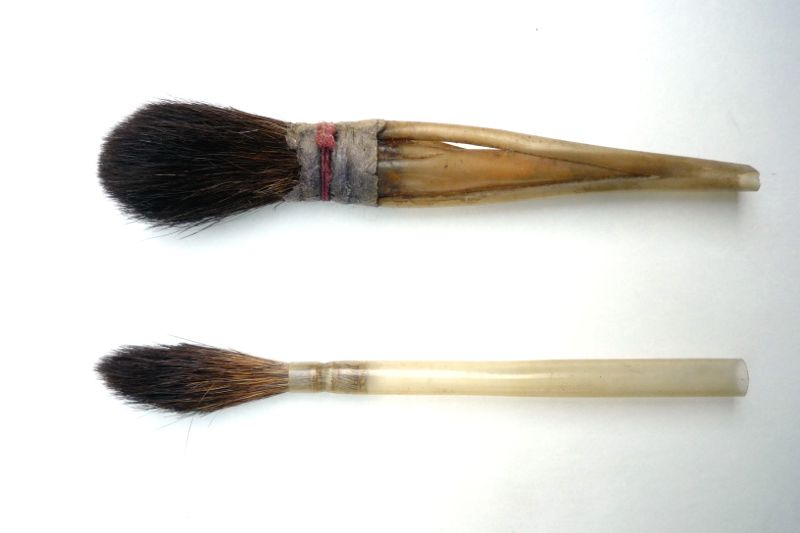
Zobelhaarpinsel etwa aus der ersten Hälfte des 20. Jahrhunderts zur Reinigung empfindlicher Gegenstände (z. B. Objektive)

Bekannter als das Tier, das sich hinter dem Namen verbirgt, ist oft der Zobelpelz, der über Jahrhunderte als eines der wertvollsten Felle gehandelt wurde. Zobelfelle wurden bereits im 3. Jahrhundert v. Chr. von skythischen Völkern bezogen und über das Schwarze Meer in die griechische Welt verschifft. Später wurden Zobelfelle besonders in Russland zu einem Statussymbol. So genannte Kronenzobel mussten als Tribut an den Staat abgeliefert werden; die Krone der russischen Zaren war bis ins 17. Jahrhundert eine juwelenbesetzte Zobelfellmütze. Unterworfene Völker Sibiriens pflegten Tribut in Zobelfellen zu entrichten.
Durch übermäßige Bejagung war der Zobel am Anfang des 20. Jahrhunderts selten geworden. In der Sowjetunion wurden zwischen 1940 und 1960 die Jagd und das Fallenstellen gänzlich verboten; in dieser Zeit wurden 20.000 Zobel aus Farmen in freier Wildbahn ausgesetzt. Diese Maßnahmen führten dazu, dass es heute wieder zwischen 1,1 und 1,3 Millionen Zobel in freier Wildbahn gibt und dass der Zobel von der IUCN als nicht bedroht geführt wird.
Der Preis für Zobelfelle lag im Jahr 2010 bei 167 US-Dollar für Pelze aus Zobelfarmen und 138 US-Dollar für in der Wildnis gejagte. 11.000 Felle stammten in jenem Jahr aus den Farmen, 366.000 von wild geschossenen Zobeln.
Im Jahr 2005 erhielt der Asteroid 13351 nach der Marderart Zobel (Martes zibellina) die Bezeichnung Zibeline.